# 巴科·薩哈基揚
巴科·萨哈基·萨基扬（1960年8月30日—），是阿尔察赫共和国政治人物，曾任事實上独立的阿尔察赫共和国总统。他在2007年7月19日首次當選為總統；2012年7月19日，他獲得三分之二的選票以連任第二個五年任期。

## 生平
薩基揚於苏联納戈爾諾-卡拉巴赫自治州斯捷潘納克特出生，從蘇聯陸軍後曾在斯捷潘納克特的工廠工作長達九年。1990年他加入納戈爾諾-卡拉巴赫國防軍成為副指揮官；到1999年獲提名出任納戈爾諾-卡拉巴赫內政部長，同時自2001年到2007年6月領導納戈爾諾-卡拉巴赫警衛。之後，薩基揚辭職以競逐2007年納戈爾諾-卡拉巴赫總統選舉，取得85%選票當選。当选总统后，他保证以科索沃共和国的国际承认作为一个独立国家的例子，寻求阿尔察赫完全独立。这将为国际社会普遍承认接受阿尔察赫共和国的主权铺平道路。2012年总统选举他连任第二个五年任期，然后在2017年总统选举间接第三次连任总统，任期三年。
2023年纳戈尔诺-卡拉巴赫攻势结束后，薩基揚被阿塞拜疆政府逮捕。

## 个人生活
萨基扬已婚，有两个孩子。

## 外部連結
- 阿尔察赫共和国總統官方網站 （页面存档备份，存于）
- 纳戈尔诺-卡拉巴赫的高投票率 （页面存档备份，存于）

| 官衔                     | 官衔                        | 官衔                         |
| ------------------------ | --------------------------- | ---------------------------- |
| 前任者： 阿爾卡季·古卡相 | 阿尔察赫总统 2007年－2020年 | 繼任者： 阿拉伊克·阿鲁秋尼扬 |